# Zeekraalroest
De zeekraalroest (Uromyces salicorniae) is een schimmel behorend tot de familie Pucciniaceae. Het is een biotrofe parasiet die aecia, uredinia en telia vormt op zeekraal (Salicornia).

## Kenmerken
Op zeekraal (Salicornia) is het de enig bekende roest.
Spermogonia
Spermogonia ontbreken meestal.
Aecia
Aecia komen voor in mei. Staan op de kiembladen en staan verspreid of in kleine groepjes. De vorm is in het begin halfrond en later worden ze wit en bekervormig. De aeciosporen zijn oranjegeel, fijnwrattig en meten 17-35 μm.
Uredinia
Uredinia komen voor in juli tot oktober. Ze zijn zeer klein en staan individueel of in groepen. De vorm is rond en ze zijn bedekt door de epidermis. Lange tijd zijn ze bedekt en later staan ze naakt en worden dan poederig en kaneelkleurig. De Urediniosporen zijn geelbruin, met een min of meer gele wand, voorzien van vier poren, stekelwrattig en meten 24-35 × 18-25 μm.
Telia
De telia zien er hetzelfde uit als de Uredinia maar staan met name op stengels. Ze zijn forser, compacter en donkerbruin. De teliosporen zijn glad, eencellig, aan de top tot 4 µm verdikt, pore apicaal, met een steel anderhalf keer de sporenlengte, met een celwand van 2,5 µm, en meten 25-35 × 18-28 µm.

## Verspreiding
De zeekraalroest met name voor in Europa, maar er zijn ook enkele waarnemingen buiten dit bekend bekend (Rusland, Verenigde Staten en Nieuw-Zeeland). In Nederland stond hij op de rode lijst oin de categorie 'verdwenen'. Bekende vondsten kwamen uit Balgzand (1970) en Terschelling (1971).